# Mela I
Mela I is een bestuurslaag in het regentschap Midden-Tapanuli van de provincie Noord-Sumatra, Indonesië. Mela I telt 3423 inwoners (volkstelling 2010).